# Hipparchia hesselbarthi
Hipparchia hesselbarthi är en fjärilsart som beskrevs av Otakar Kudrna 1976. Hipparchia hesselbarthi ingår i släktet Hipparchia och familjen praktfjärilar. Inga underarter finns listade i Catalogue of Life.